# BPP
في علم التعقيد الحسابي قسم التعقيد BPP هو قسم المسائل التي يوجد آلة تيورنج احتمالية وقتها كثير حدود بحيث أن احتمال الخطأ على الأكثر 1/3 لكل المُدخلات. إذا اخترنا أي عدد اقل من 1/2 حينها القسم BPP لا يتغير وذلك بطريقة استخدام الخوارزمية عدة مرات .

## تعريف
- نقول بأنَّ L∈BPP إذا يوجد آلة تيورنج حتمية كثيرة حدود M ويوجد كثير حدود (r(n ( عدد القطع النقدية التي تستخدمها الآلة M ) ويتحقق التالي :

{\displaystyle x\in L\iff Pr_{r'\in _{R}\{0,1\}^{r(n)}}[M(x,r')=\chi _{L}(x)]\geq {\frac {2}{3}}}
حيث أنَّ : {\displaystyle \chi _{L}(x)={\begin{cases}1,&{\mbox{if }}x\in L\\0,&{\mbox{if }}x\notin L\end{cases}}}
- فلتكن {\displaystyle T:\mathbb {N} \to \mathbb {N} } وكذلك {\displaystyle L\subseteq \{0,1\}^{*}} نقول أنَّ ((L∈BPTIME(T(n إذا يوجد آلة تيورنج احتمالية M وقتها هو (T(n بحيث أنَّها لكل مدخل {\displaystyle x\in \{0,1\}^{n}} عدد خطوات حساب M مع المُدخل x هو على الأكثر (|T(|x ومهما كانت اختيارات العشوائية ل- M يتحقق التالي : {\displaystyle Pr[M(x)=\chi _{L}(x)]\geq {\frac {2}{3}}} .

نعرف : {\displaystyle {\mathcal {BPP}}=\cup _{c\geq 0}BPTIME[n^{c}]}

## اقسام على علاقة
هنالك عدة اقسام التي هي قريبة من BPP فحذف أحد الشروط أو إضافة أخرى يُمَكِن من الحصول على اقسام تعقيد جديدة التي هي ربما تحوي مسائل أكثر، لو منعنا العشوائية في تعريف BPP حينها القسم يكون P. لو استبدلنا آلة تيورنج الاحتمالية بالة تيورنج كمومية القسم الذي نحصل عليه هو BQP. استخدام الخيار المسبق (POSTSELECTION) مع BPP أو السماح لمسارات الحلول ان يختلف طولها حينها نحصل على القسم BPPpath وهذا القسم يحوي NP نظير القسم الاخير الكمومي هو postBQP .
خوارزميات مونتي كارلو هي خوارزميات عشوائية والتي اغلب الوقت تكون صحيحة , BPP هو قسم المسائل التي يوجد لها خوارزميات مونتي كارلو والتي وقتها كثير الحدود .

## خصائص نظرية
- BPP مغلقة تحت المكمل ما معناه أنَّ BPP=co-BPP أي انه إذا سمحنا ل- BPP القوة لحل مسائل فيBPP فهذا لا يعطي {\displaystyle {\mathcal {BPP}}} المزيد من القوة أي : BPPBPP=BPP .
- كما أن BPP مغلق تحت الاتحاد والتقاطع هذا يعني انه لأي مسألتين {\displaystyle L_{1},L_{2}\in {\mathcal {\mathcal {BPP}}}} يتحقق التالي :{\displaystyle L_{1}\cup L_{2},L_{1}\cap L_{2}\in {\mathcal {BPP}}} .
- العلاقة بين BPP و-NP غير معروفة أي ليس معلوما إذا ما BPP⊆NP أو العكس. وإذا فرضنا ان NP⊆BPP , وهذه الفرضية غير مُحتملة لانها تعني انَّ المسائل في NP كاملة يوجد لها حل عملي، يتحقق NP=RP , وأيضا PH⊆BPP .
- كما أنه معلوم أنَّ RP⊆BPP⊆PP ولا يُعلم إذا أحد من هذه الاحتواءات هو فعلي (Proper) وإذا ما عُلم ان أحدها فعلي فان هذا يعني PSPACE≠P
- نظرية سبسر لوتمان والتي نصها بانَّ {\displaystyle {\mathcal {BPP}}\subseteq \Sigma _{2}\cap \Pi _{2}\subseteq PH} أي انه في حال أن NP=P حينها {\displaystyle {\mathcal {BPP}}=P=PH} .
- نظرية ادليمان التي تنص على أن {\displaystyle {\mathcal {BPP}}\subseteq {\mbox{P/Poly}}} واحد تبعات هذه النظرية هو انه يمكن فك العشوائية لخوارزميات في BPP لتكون خوارزميات قطعية بمساعدة سلسلة عشوائية واحدة. بالرغم من هذا قد يتطلب إيجاد هذه السلسلة الكثير من الوقت، وهذا معناه : انه لو استطعنا إيجاد هذا «الدليل» بوقت كثير الحدود (أي ان عدد الخطوات في آلة تيورنج محدود بكثير حدود) عندها BPP=P. وبالرغم من هذا لليوم لا يوجد وسيلة معروفة لإيجاده سوى البحث على كل الدلائل وهذا يتطلب وقت أسي ...